# Pedro Ascoy
Pedro Luis Ascoy Cortez (Guadalupe, 10 de agosto de 1980) es un exfutbolista peruano. Jugaba de delantero.

## Trayectoria
"El Burrito" Ascoy debutó en primera con la camiseta de Alianza Lima en 1998, donde se mantuvo hasta el siguiente año sin llegar a asentarse en el equipo, pero llegando a compartir la delantera con Claudio Pizarro. Para tener mayor continuidad, el año 2000 se traslada a Trujillo para jugar con el Deportivo UPAO en el primer semestre y por el Unión Minas de Cerro de Pasco en la segunda mitad de ese año. El 2001 juega en el Juan Aurich de Chiclayo dónde llega a convertirse en goleador del Torneo Apertura, lo que motiva a Alianza Lima a recuperarlo sin que logre reeditar sus goles. Desde el 2002 actuó en diversos clubes de provincia como el Coopsol Trujillo, Cienciano, Estudiantes de Medicina, Alianza Atlético, César Vallejo y Sport Ancash. 
En 2009 es contratado por el Juan Aurich, equipo en el cual se mantuvo hasta finales del 2011. Para la temporada 2012 es contratado por el Manta Fútbol Club de Ecuador.
Ha sido internacional con el Alianza Atlético en la Copa Sudamericana 2004 y con el Juan Aurich en la Copa Libertadores 2010.

## Selección nacional
Fue internacional con la selección de fútbol del Perú durante la Copa América de Colombia 2001.

## Clubes
| Club                      | País    | Año       | PJ (G)  |
| ------------------------- | ------- | --------- | ------- |
| Bella Esperanza           | Perú    | 1997      | ? (?)   |
| Alianza Lima              | Perú    | 1998-1999 | 13 (1)  |
| Deportivo UPAO            | Perú    | 2000      | 13 (4)  |
| Unión Minas               | Perú    | 2000      | 17 (8)  |
| Juan Aurich               | Perú    | 2001      | 21 (16) |
| Alianza Lima              | Perú    | 2001      | 19 (0)  |
| Coopsol Trujillo          | Perú    | 2002      | 28 (12) |
| Cienciano                 | Perú    | 2003      | 4 (0)   |
| Estudiantes de Medicina   | Perú    | 2003      | 12 (0)  |
| Alianza Atlético          | Perú    | 2004-2005 | 38 (12) |
| Universidad César Vallejo | Perú    | 2005      | 7 (1)   |
| Sport Ancash              | Perú    | 2006      | 11 (2)  |
| Alianza Atlético          | Perú    | 2006-2008 | 89 (20) |
| Juan Aurich               | Perú    | 2009-2011 | 94 (13) |
| Manta                     | Ecuador | 2012      | 15 (1)  |
| Universidad César Vallejo | Perú    | 2012      | 6 (0)   |
| León de Huánuco           | Perú    | 2013      | 33 (10) |
| UTC de Cajamarca          | Perú    | 2014      | 5 (0)   |
| Caimanes                  | Perú    | 2014      | 1 (0)   |

## Palmarés

### Campeonatos nacionales
| Título                    | Club         | País | Año  |
| ------------------------- | ------------ | ---- | ---- |
| Torneo Clausura           | Alianza Lima | Perú | 1999 |
| Primera División del Perú | Alianza Lima | Perú | 2001 |
| Primera División del Perú | Juan Aurich  | Perú | 2011 |

### Distinciones individuales
| Distinción                          | Año  |
| ----------------------------------- | ---- |
| Máximo goleador del Torneo Apertura | 2001 |